# NR-08衝鋒槍
NR-08衝鋒槍是一款中华人民共和国原產的9毫米口徑冲锋枪，是HK MP5冲锋枪的中国未授權仿製版本之一（另一款是CS/LS3型冲锋枪），由中國軍械廠北方工業公司生产。

## 設計
NR-08是以H&K MP5A5為藍本的一款衝鋒槍，為MP5的中國仿製版本。
雖然NR-08和MP5的外表幾乎一樣，但可以從機匣的圖標上判斷：除了槍身上刻有「北方工業」的商標外，NR-08的全自動圖示為6發子彈（HK的所有版本的全自動圖示均為7發子彈）。
NR-08有固定槍托或伸縮槍托兩個版本，並配30發彈匣，發射9×19公釐帕拉貝倫彈，其餘的結構和MP5大致相同；由於在中国製造的關係，也可以发射贯穿力更强的DAP92式9毫米普通彈。

## 使用國
- 中华人民共和国
  - 重慶閃電反恐突擊隊